# Cinzia Leone (politica)
Cinzia Leone (Palermo, 24 ottobre 1976) è una politica italiana, senatrice del Movimento 5 Stelle prima e di Impegno Civico poi nella XVIII legislatura.

## Biografia
Nata il 24 ottobre 1976 a Palermo, alle elezioni politiche del 2018 viene candidata al Senato della Repubblica, tra le liste del Movimento 5 Stelle nella circoscrizione Sicilia, ed eletta senatrice nel collegio plurinominale Sicilia - 01. Nella XVIII legislatura della Repubblica è stata componente e segretaria della 6ª Commissione Finanze e tesoro, membro della 5ª Commissione Bilancio, componente della 9ª Commissione Agricoltura e produzione agroalimentare e vicepresidente della Commissione parlamentare di inchiesta sul femminicidio, nonché su ogni forma di violenza di genere.
A novembre 2018 aderisce all'iniziativa del sottosegretario ai rapporti col Parlamento Vincenzo Santangelo, assieme a Rino Marinello, di rinunciare a parte dello stipendio per donare tre defibrillatori a tre scuole.
Il 14 luglio 2022, tramite una lettera a Il Foglio, annuncia l'abbandono del Movimento 5 Stelle, lamentando una frustrazione dalle sue politiche, e aderisce al gruppo Insieme per il Futuro di Luigi Di Maio.
Alle elezioni politiche anticipate del 25 settembre 2022 viene ricandidata al Senato, tra le liste di Impegno Civico – Centro Democratico, ma non viene eletta.